# Madonna del Velo (Raffaello)
La Madonna del Velo o di Loreto 

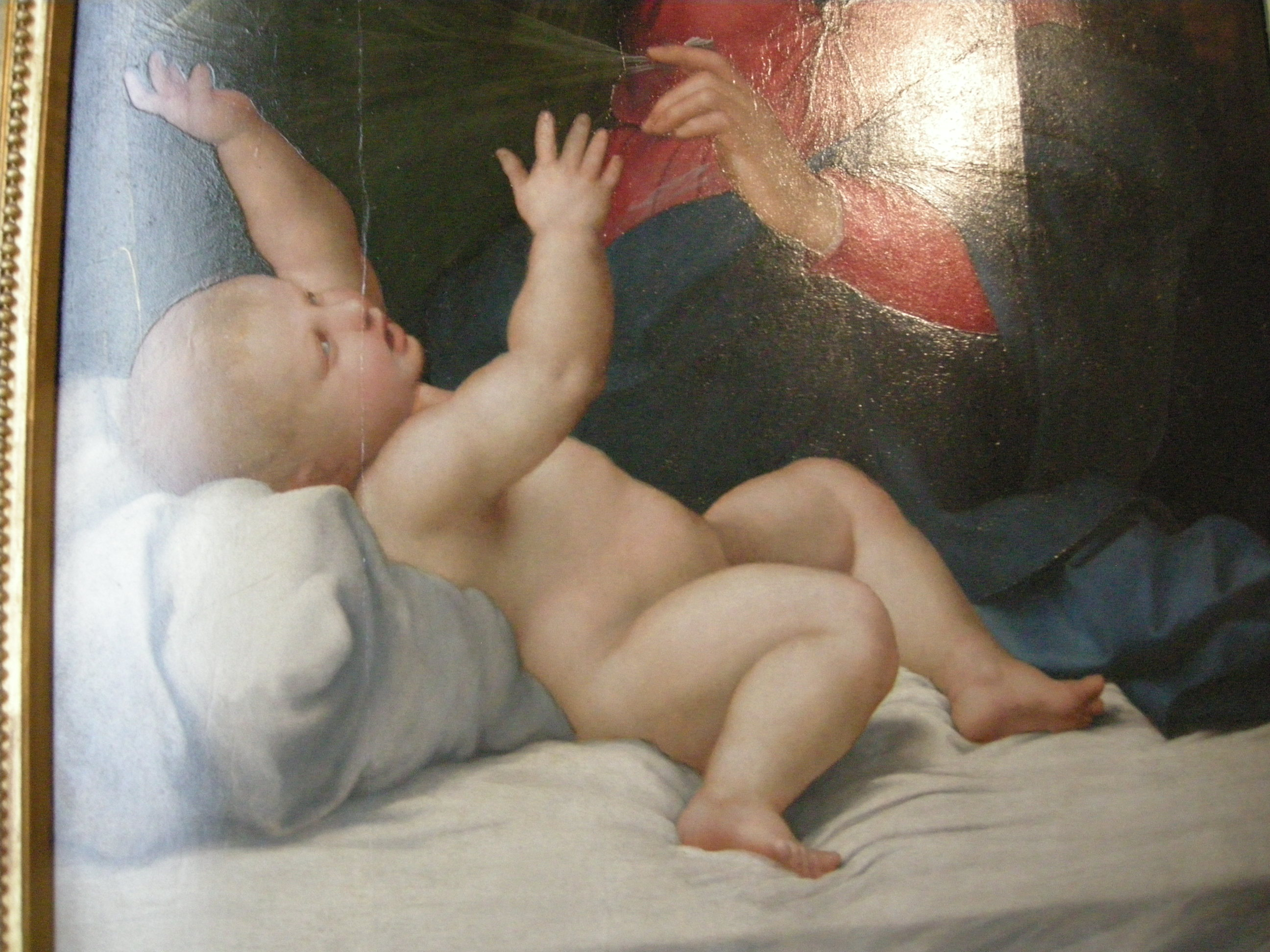
Dettaglio

è un dipinto a olio su tavola (120x90 cm) di Raffaello, databile al 1511-1512 e conservato nel Museo Condé di Chantilly.

## Storia
Un dipinto con questo soggetto del Sanzio è citato dall'Anonimo Magliabechiano, dal Vasari e dal von Sandrart (1675) nella basilica di Santa Maria del Popolo a Roma. È detta anche Madonna di Loreto, dal nome di una copia che si conserva presso il santuario della Santa Casa, già scambiata per l'originale. Non è chiaro chi fosse il committente dell'opera, se papa Giulio II o forse Agostino Chigi; del primo si conservava un ritratto per mano dello stesso artista nella stessa chiesa. La posizione dell'opera sull'altare è nota anche dall'incisione del 1572, mentre altre copie a stampa vennero curate nel 1553 e nel 1575.
In ogni caso dell'opera si persero le tracce dal 1615. Delle numerosissime copie esistenti, testimonianti il successo dell'opera, nessuna veniva giudicata autografa: quella del Louvre, del Metropolitan Museum, di Sanremo, di Firenze, di Verona, di Milano, di Napoli, di Parma, di Roma, di Fontenay-aux-Roses (presso Parigi), oltre a quelle di Loreto e di Chantilly.
Ricerche d'archivio volte a svelare quale dei due ritratti di Giulio II fosse originale (se quello di Firenze o quello di Londra), scoprirono che la tavola londinese aveva sul retro un numero d'inventario che corrispondeva a un'entrata nella galleria di Scipione Borghese. Da questa informazione si è risaliti al percorso dei due dipinti di Raffaello in Santa Maria del Popolo. Presi dal cardinale Paolo Emilio Sfondrati, il quale lasciò una cospicua elemosina per calmare il malcontento, passarono, con tutta la sua collezione, alla galleria Borghese nel 1608. Morto anche il cardinale Scipione, nel 1633, si arriva all'inventario del 1693, in cui il ritratto di papa Giulio è elencato al n. 118, e al n. 133 la Madonna del Velo. Cercando tra le copie conosciute si è scoperto che solo quella di Chantilly aveva sul retro tale numero e, dopo essere stata restaurata e pulita dagli spessi strati di vernice ingiallita, si è rivelata in tutta la sua qualità e in uno stato di conservazione molto buono (1976).
La Madonna di Chantilly proviene dalle collezioni del Duca d'Aumale, che l'aveva acquistata come copia da Raffaello dal conte di Siracusa.

## Descrizione e stile
L'opera mostra la Sacra Famiglia con Maria in primo piano che sta sollevando un velo trasparente dal figlio, che sgambetta vivace, disteso su una sorta di materasso in primo piano; da dietro, a destra, Giuseppe affiora dall'oscurità. Il velo simboleggia il sudario e quindi la Passione di Cristo.
A differenza di altre opere lo sfondo è scuro (in altre si vede una tenda o comunque elementi che fanno pensare a una stanza chiusa), che fa spiccare per contrasto i colori intensi della veste della Vergine e il candore degli incarnati e del lenzuolo su cui è steso il Bambino. L'avvolgimento atmosferico delle figure rimanda all'esempio di Leonardo da Vinci, sebbene sia tipica ormai del Sanzio l'atmosfera di serena familiarità e di raccoglimento. Effetti di luce modulano in maniera diversa gli elementi, dalla plastica rotondità del Bambino e di Maria esaltata dalla luce incidente, all'apparizione sfocata di Giuseppe in secondo piano.